# Константин II (патриарх Константинопольский)
Патриа́рх Константин II (греч. Πατριάρχης Κωνσταντῖνος Β´) — Архиепископ Константинополя — Нового Рима и Вселенский Патриарх (754—766).

## Биография
Был епископом Силлейским (в составе Пергской митрополии). Возведён на константинопольскую кафедру после смерти патриарха Анастасия на иконоборческом соборе 754 года по воле императора Константина Копронима: «взяв за руку Константина монаха, потом епископа Силейского и, помолившись, громогласно сказал: многая лета Константину, вселенскому патриарху». Придерживался иконоборческих взглядов. По воле императора Константина публично принёс клятву что не придерживается почитания икон и затем император, по сообщению летописца, «побудил патриарха из монаха превратиться в пирующего, украшенного венком, есть мясо и слушать кифардов на царском обеде».
Ожесточённая иконоборческая политика Константина Копронима, издевательства над монахами на ипподроме и казни вызывали ропот патриарха и он начал симпатизировать почитателям икон. За это, по доносу, в июне 766 году он был низложен и сослан императором на Принцевы острова. Позднее бывший патриарх был возвращён в Константинополь, анафемствован иконоборцами, подвергнут истязаниям и провезён с издевательствами по городу на осле. 7 октября 768 года патриарх Константин был обезглавлен на обычном месте казней, а его тело сбросили в яму.
Несмотря на это патриарх Константин II на Седьмом Вселенском соборе в 787 году был анафемствован как потворствовавший иконоборцам.